# Lark Quarry Conservation Park
Lark Quarry Conservation Park är en park i Australien. Den ligger i delstaten Queensland, omkring 1 200 kilometer nordväst om delstatshuvudstaden Brisbane.
Trakten runt Lark Quarry Conservation Park är nära nog obefolkad, med mindre än två invånare per kvadratkilometer.. Det finns inga samhällen i närheten.
Omgivningarna runt Lark Quarry Conservation Park är i huvudsak ett öppet busklandskap. Genomsnittlig årsnederbörd är 335 millimeter. Den regnigaste månaden är februari, med i genomsnitt 136 mm nederbörd, och den torraste är september, med 4 mm nederbörd.